# 132P/Хелин — Романа — Алу
Комета Хелин — Романа — Алу 2 (132P/Helin-Roman-Alu) — короткопериодическая комета из семейства Юпитера, которая была открыта 26 октября 1989 года американскими астрономами Элеанор Хелин, Брайаном Романом и Джеффри Алу с помощью 0,46-метрового телескопа системы Шмидта в Паломарской обсерватории и описана как объект 16,0 m звёздной величины. Комета обладает довольно коротким периодом обращения вокруг Солнца — чуть более 8,2 года.

Орбита кометы  Хелин — Романа — Алу 2 и его положение в Солнечной системе

Используя имеющиеся позиции, Дэниэл Э. Грин 30 октября 1989 года рассчитал эллиптическую орбиту этой кометы и определил основные параметры её орбиты: дату прохождения перигелия 5 октября, его величину 1,69 а. е. и орбитальный период 5,55 года. Новые данные, полученные 2 ноября, позволили получить более точные результаты: дата перигелия 31 октября, расстояние 1,976 а. е. и период 8,19 года. Ядро этой кометы диаметром несколько километров. В течение первой половины ноября комета слабо меняла свою яркость, а затем постепенно начала угасать по мере удаления от Солнца. В последний раз наблюдалась 27 февраля 1990 года. Согласно расчётам в следующий раз комета должна была пройти точку перигелия в 1997 году. Обнаружить её удалась 13 июня 1997 года астроному К. Шергенхоферу из Смитсоновской Астрофизической обсерватории с помощью 1,2-м рефлектора. Комета выглядела как тусклый диффузный объект 19,6m звёздной величины. Точку перигелия комета прошла 10 ноября 1997 года, при этом за весь период наблюдения её яркость не превысила 17,0m звёздной величины.

## Сближения с планетами
Несмотря на то, что комета пересекает орбиту Юпитера, с самой планетой она встречается довольно редко, — в течение XX века произошло лишь два таких сближения, а в XXI — ожидается ещё три.
- 0,62 а. е.от Юпитера 14 февраля 1934 года;
- 0,49 а. е. от Юпитера	4 мая 1995 года;
- 0,33 а. е. от Юпитера	27 января 2017 года;
- 0,45 а. е. от Юпитера	3 февраля 2042 года;
- 0,30 а. е. от Юпитера 26 ноября 2065 года.